# 南亚耳蕨
南亚耳蕨（学名：Polystichum tacticopterum）为鳞毛蕨科耳蕨属下的一个种。

## 扩展阅读
- 維基物種上的相關：南亚耳蕨